# Mazamet
Mazamet é uma comuna francesa na região administrativa da Occitânia, no departamento de Tarn. Estende-se por uma área de 72.08 km², e possui 10.033 habitantes, segundo o censo de 2018, com uma densidade de 140 hab/km².